# 프랑수아 시빌
프랑수아 시빌(프랑스어: François Civil, 1989년 1월 29일 ~ )은 프랑스의 배우이다. 영화 《프랭크》(2014), 《카타콤: 금지된 구역》(2014), 《울프 콜》(2019), 《트루 시크릿》(2019), 《러브 앳》(2019) 등에 출연했다. 2019년 칸 영화제에서 트로페 쇼파르를 수상했으며, 《더 스트롱홀드》(2020)와 《라이즈》(2022)로 두 차례 세자르상 남우조연상 후보에 올랐다. 2023년 GQ 프랑스에서 올해의 남자배우로 뽑혔다.

## 출연 작품

### 영화
- 몰리에르 (2007)
- 파이브 (2011, Five) - 단편
- 엘르 (2011)
- 서른아홉, 열아홉 (2013)
- 프랭크 (2014)
- 카타콤: 금지된 구역 (2014)
- 프랑스 대테러 (2015) - 크리스토프 역
- 파이브 (2016, Five)
- 부르고뉴, 와인에서 찾은 인생 (2017) - 제레미 역
- 번 아웃 (2017, Burn Out)
- 썸원 썸웨어 (2019, Deux Moi)
- 러브 앳 (2019)
- 트루 시크릿 (2019) - 알렉스 첼리 역
- 울프 콜 (2019)
- 더 스트롱홀드 (2020, BAC Nord)
- 버즈 라이트이어 (2022) - 버즈 라이트이어 역 (프랑스어 더빙)
- 라이즈 (2022, En corps)
- 더 쓰리 머스커티어스: 달타냥 (2023) - 달타냥 역
- 싸워야 하는, 지켜야 하는 (2023) - 그레그 역

### 텔레비전 드라마
- 비르투오소 (2015, Virtuoso) - 파일럿 에피소드
- 연예인 매니저로 살아남기 (2015-17)